# أشجار النار (مسلسل)
أشجار النار ، مسلسل تلفزيوني مصري، عرض في رمضان 1433هـ/2012م.

## قصة المسلسل
يحكى المسلسل عن الملحمة الصعيدية الشعبية "أيوب وناعسة"، في أربعينيات القرن الماضي، حيث تحاول الغجرية (غزاوية) الفوز بقلب (أيوب)، المغرم ب(ناعسة)، فتحاول غزاوية التفريق بينهما بكل السبل، كما يعرض صورة للممارسات السياسية في ذلك الوقت وبداية الاحتلال الإسرائيلى لفلسطين، تبعا لأحداث المسلسل.

## بطولة
- فتحي عبد الوهاب
- داليا مصطفى
- عبير صبري
- محمد نجاتي
- صبري فواز
- أحمد الشافعي
- سميرة عبد العزيز
- إنعام الجريتلي
- أحلام الجريتلي
- أميرة هاني
- سلوى محمد علي
- علاء زينهم
- محي الدين عبد المحسن
- محمد عبد الجواد
- أحمد صيام